# (19467) Amandanagy
(19467) Amandanagy est un astéroïde de la ceinture principale d'astéroïdes.

## Description
(19467) Amandanagy est un astéroïde de la ceinture principale d'astéroïdes. Il fut découvert le 20 avril 1998 à Socorro (Nouveau-Mexique) par le projet LINEAR. Il présente une orbite caractérisée par un demi-grand axe de 2,73 UA, une excentricité de 0,01 et une inclinaison de 2,1° par rapport à l'écliptique.

## Compléments